# Andy Blueman
Andy Blueman, artistnamn för Andrej Komatovic, född 4 september 1982, är en slovensk tranceartist som slog igenom 2009 med sin hitlåt Sea tides. Andy Blueman är också känd för Everlasting och Neverland, som släpptes i Sea Tides Recording Albumet 2009 i Trance Factory. Andy Blueman har nått höjden på Spotify med sina låtar och har planering att släppa ännu album i det framtida. 